# Juliane Sophia av Danmark

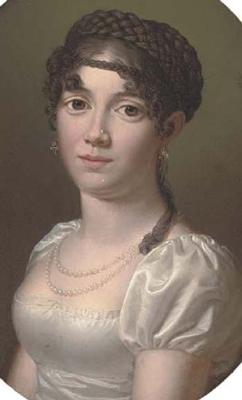
Juliane Sophia av Danmark

Juliane Sophia av Danmark, född 1788 i Köpenhamn , död 1850 i Köpenhamn, var en dansk prinsessa. Hon var dotter till arvprins Fredrik av Danmark och Sofia Fredrika av Mecklenburg-Schwerin.  
Juliane Sophias faderskap är obekräftat eftersom hennes mor hade en relation med sin makes adjutant Frederik von Blücher, som ryktades vara far till hennes barn. Hon växte upp vid hovet och konfirmerades med sina syskon 1803. Hon gifte sig 1812 på Frederiksbergs slott i Köpenhamn med prins Wilhelm av Hessen-Philipsthal-Barchfeld (1786-1834). 
Äktenskapet var inte arrangerat utan grundat på ömsesidiga känslor och deras relation blev lycklig, men paret fick inga efterkommande, eftersom Juliane Sophia var rädd för att föda barn. Maken hade i stället barn med sin älskarinna. Paret levde i Danmark, där maken hade sin militära karriär. När det stod klart att den danska tronen skulle ärvas av hennes äldre bror fick hon med sina syskon 1821 titeln Kunglig Höghet i stället för Höghet. Hon blev änka 1834. 
År 1848 blev Juliane Sophie vid sin äldre brors tronbestigning nummer två i tronföljden efter sin barnlöse yngre bror. Hon övertalades att avstå sin arvsrätt till tronen till förmån för någon med bättre förutsättning att säkra den, vilket hon gick med på. Samma år hon dog överläts arvsrätten på hennes systers svärson.